# Champigny (Yonne)
Champigny è un comune francese di 2 175 abitanti situato nel dipartimento della Yonne nella regione della Borgogna-Franca Contea.

## Società

### Evoluzione demografica
Abitanti censiti